# Umaghlessi Liga 2010/11
Die Umaghlessi Liga 2010/11 war die 22. Spielzeit der höchsten georgischen Fußball-Spielklasse der Herren. Die Saison begann am 15. September 2010 und endete am 22. Mai 2011. Die Liga umfasste anders als in der Vorsaison 10 Teams. Aufgestiegen waren Torpedo Kutaissi und FC Kolkheti-1913 Poti.
Die Mannschaften spielten viermal gegeneinander. Am Ende der Saison mussten die beiden schlechtesten Teams Relegationsspiele gegen den Dritt- und den viertplatzierten der Zweiten Liga austragen. Die zwei bestplatzierten Teams der zweiten Liga stiegen direkt auf. Somit wurde die Liga auf 12 Clubs aufgestockt.

## Teams
| Verein                | Stadt     | Stadion                           | Kapazität | 2009/10    |
| --------------------- | --------- | --------------------------------- | --------- | ---------- |
| Sioni Bolnissi        | Bolnissi  | Temur-Stepania-Stadion            | 03.400    | 06. der UL |
| Torpedo Kutaissi      | Kutaissi  | Giwi-Kiladse-Stadion              | 19.400    | Aufsteiger |
| Olimpi Rustawi        | Poti      | Poladi-Stadion                    | 10.720    | 01. der UL |
| FC Kolcheti 1913 Poti | Rustawi   | Fazisi Stadium                    | 04.000    | Aufsteiger |
| FC Samtredia          | Samtredia | Erossi-Mandschgaladse-Stadion     | 15.000    | 07. der UL |
| FC Sestaponi          | Sestaponi | Zentral-Stadion Sestaponi         | 08.000    | 03. der UL |
| Baia Sugdidi          | Sugdidi   | Gulia-Tutberidse-Stadion          | 05.000    | 08. der UL |
| Dinamo Tiflis         | Tiflis    | Boris-Paitschadse-Nationalstadion | 55.000    | 02. der UL |
| WIT Georgia Tiflis    | Mzcheta   | Armasi-Stadion                    | 04.000    | 04. der UL |
| FC Spartaki Zchinwali | Tiflis    | Micheil-Meschi-Stadion            | 02.000    | 05. der UL |

## Statistiken

### Abschlusstabelle
| Pl. | Verein                    | Sp. | S  | U  | N  | Tore    | Diff. | Punkte |
| --- | ------------------------- | --- | -- | -- | -- | ------- | ----- | ------ |
| 1.  | FC Sestaponi              | 36  | 24 | 6  | 6  | 072:190 | +53   | 78     |
| 2.  | Dinamo Tiflis             | 36  | 21 | 9  | 6  | 055:220 | +33   | 72     |
| 3.  | Olimpi Rustawi (M)        | 36  | 20 | 6  | 10 | 052:310 | +21   | 66     |
| 4.  | Torpedo Kutaissi (N)      | 36  | 14 | 13 | 9  | 031:220 | +9    | 55     |
| 5.  | WIT Georgia Tiflis (P)    | 36  | 14 | 6  | 16 | 035:410 | −6    | 48     |
| 6.  | Baia Sugdidi              | 36  | 13 | 5  | 18 | 036:510 | −15   | 44     |
| 7.  | FC Kolcheti 1913 Poti (N) | 36  | 10 | 10 | 16 | 025:470 | −22   | 40     |
| 8.  | Sioni Bolnissi            | 36  | 10 | 9  | 17 | 027:450 | −18   | 39     |
| 9.  | FC Spartaki Zchinwali     | 36  | 7  | 11 | 18 | 032:420 | −10   | 32     |
| 10. | FC Samtredia              | 36  | 6  | 7  | 23 | 027:720 | −45   | 25     |

| (M) | amtierender Meister 2010 |
| (P) | amtierender Pokalsieger  |
| (N) | Neuaufsteiger            |

### Kreuztabelle
| Hinrunde (Runden 1–18) | Hinrunde (Runden 1–18) | Hinrunde (Runden 1–18) | Hinrunde (Runden 1–18) | Hinrunde (Runden 1–18) | Hinrunde (Runden 1–18) | Hinrunde (Runden 1–18) | Hinrunde (Runden 1–18) | Hinrunde (Runden 1–18) | Hinrunde (Runden 1–18) | 2010/11               | Rückrunde (Runden 19–36) | Rückrunde (Runden 19–36) | Rückrunde (Runden 19–36) | Rückrunde (Runden 19–36) | Rückrunde (Runden 19–36) | Rückrunde (Runden 19–36) | Rückrunde (Runden 19–36) | Rückrunde (Runden 19–36) | Rückrunde (Runden 19–36) | Rückrunde (Runden 19–36) |
| ---------------------- | ---------------------- | ---------------------- | ---------------------- | ---------------------- | ---------------------- | ---------------------- | ---------------------- | ---------------------- | ---------------------- | --------------------- | ------------------------ | ------------------------ | ------------------------ | ------------------------ | ------------------------ | ------------------------ | ------------------------ | ------------------------ | ------------------------ | ------------------------ |
| Olimpi Rustawi         |                        | FC Sestaponi           | FC WIT Georgia Tiflis  | Spartaki Zchinvali     | Sioni Bolnisi          | FC Samtredia           | Baia Sugdidi           |                        | FC Kolcheti 1913 Poti  | Verein                | Olimpi Rustawi           |                          | FC Sestaponi             | WIT Georgia Tiflis       | Spartaki Zchinvali       | Sioni Bolnisi            | FC Samtredia             | Baia Sugdidi             |                          | FC Kolcheti 1913 Poti    |
|                        | 1:0                    | 1:0                    | 2:1                    | 2:0                    | 3:1                    | 3:0                    | 2:0                    | 0:0                    | 2:0                    | Olimpi Rustawi        |                          | 1:0                      | 1:2                      | 2:1                      | 1:0                      | 2:1                      | 4:0                      | 2:0                      | 1:1                      | 0:1                      |
| 1:1                    |                        | 2:1                    | 2:0                    | 1:0                    | 2:0                    | 3:2                    | 0:0                    | 1:0                    | 5:0                    | Dinamo Tiflis         | 2:0                      |                          | 0:0                      | 1:1                      | 1:1                      | 1:0                      | 7:1                      | 2:1                      | 1:2                      | 4:2                      |
| 1:0                    | 0:1                    |                        | 3:0                    | 4:0                    | 4:0                    | 7:0                    | 6:1                    | 2:1                    | 2:0                    | FC Sestaponi          | 2:0                      | 1:0                      |                          | 4:0                      | 2:0                      | 0:0                      | 4:1                      | 3:0                      | 1:0                      | 0:0                      |
| 0:4                    | 0:1                    | 0:2                    |                        | 0:1                    | 1:0                    | 4:2                    | 2:1                    | 1:0                    | 5:1                    | WIT Georgia Tiflis    | 0:1                      | 0:2                      | 1:1                      |                          | 1:1                      | 3:0                      | 2:0                      | 1:1                      | 2:1                      | 0:1                      |
| 2:3                    | 0:0                    | 1:1                    | 1:2                    |                        | 3:0                    | 2:2                    | 2:0                    | 1:2                    | 4:0                    | FC Spartaki Zchinwali | 0:2                      | 1:3                      | 1:2                      | 0:1                      |                          | 3:0                      | 1:0                      | 3:0                      | 2:2                      | 0:0                      |
| 2:1                    | 1:0                    | 1:3                    | 0:0                    | 2:0                    |                        | 1:0                    | 1:3                    | 0:0                    | 0:0                    | Sioni Bolnissi        | 1:0                      | 0:2                      | 1:0                      | 1:2                      | 1:1                      |                          | 5:0                      | 1:0                      | 1:4                      | 2:0                      |
| 1:1                    | 1:0                    | 1:3                    | 1:0                    | 1:0                    | 0:1                    |                        | 3:1                    | 1:0                    | 1:1                    | FC Samtredia          | 0:4                      | 1:2                      | 0:1                      | 0:1                      | 0:0                      | 1:1                      |                          | 3:0                      | 0:1                      | 0:0                      |
| 0:1                    | 0:0                    | 2:1                    | 1:0                    | 1:1                    | 2:2                    | 3:1                    |                        | 1:0                    | 2:1                    | Baia Sugdidi          | 3:1                      | 1:2                      | 1:3                      | 1:0                      | 2:0                      | 1:0                      | 4:1                      |                          | 1:0                      | 1:0                      |
| 1:1                    | 1:1                    | 1:0                    | 0:1                    | 1:0                    | 0:0                    | 0:0                    | 1:0                    |                        | 0:0                    | Torpedo Kutaissi      | 2:1                      | 0:0                      | 0:0                      | 0:0                      | 1:0                      | 2:0                      | 2:1                      | 2:0                      |                          | 1:0                      |
| 5:1                    | 1:3                    | 0:2                    | 2:0                    | 1:0                    | 0:0                    | 1:0                    | 1:0                    | 0:1                    |                        | FC Kolcheti 1913 Poti | 0:0                      | 0:2                      | 1:4                      | 0:2                      | 0:0                      | 1:0                      | 2:1                      | 2:1                      | 1:1                      |                          |

### Relegationsspiele
Die beiden letztplatzierten Clubs bestritten gegen das dritt- und das viertplatzierte Team der Pirveli Liga Relegationsspiele. Die Gewinner nahmen 2011/12 an der Umaghlessi Liga teil, die Verlierer an der Pirveli Liga. Der Meister und der Vizemeister der Pirveli Liga stiegen direkt auf.
| Datum        |                        | Ergebnis |                       | Ort                                        |
| ------------ | ---------------------- | -------- | --------------------- | ------------------------------------------ |
| 29. Mai 2012 | Tschichura Satschchere | 1:2      | FC Spartaki Zchinwali | Boris-Paitschadse-Nationalstadion (Tiflis) |
| 30. Mai 2012 | FC Dila Gori           | 2:0      | FC Samtredia          | Boris-Paitschadse-Nationalstadion (Tiflis) |

### Torschützenliste
| Pl. | Name                     | Team             | Tore |
| --- | ------------------------ | ---------------- | ---- |
| 1.  | Nikolos Gelaschwili      | FC Sestaponi     | 18   |
| 2.  | Irakli Modebadse         | Olimpi Rustawi   | 16   |
| 3.  | Giorgi Megreladse        | Torpedo Kutaissi | 13   |
| 3.  | Rati Zinamdsghwrischwili | FC Sestaponi     | 13   |
| 5.  | Dschaba Dwali            | FC Sestaponi     | 12   |